# Jennifer Rupp

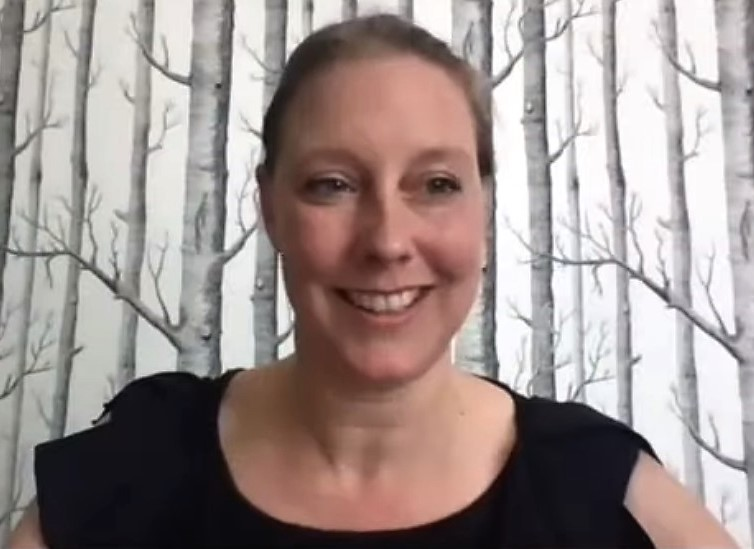
Jennifer Rupp (2021)

Jennifer Lilia Marguerite Rupp (* 27. Januar 1980 in Deutschland) ist eine deutsche Chemikerin, Materialwissenschaftlerin und Hochschullehrerin an der Technischen Universität München.

## Leben und Wirken
Rupp stammt aus einem franko-italienisch-deutschen Elternhaus; ihr Vater ist Physiker und ihre Mutter Sprachlehrerin. Zwar wurde sie in Deutschland geboren, wuchs aber in Wien auf. Dort legte sie ihre Matura ab und begann an der Universität Wien ein Studium der Mineralogie und der Kristallographie, das sie 2002 mit dem Erwerb des Titels Master of Science abschloss. Anschließend nahm sie eine Tätigkeit als Doktorandin an der ETH Zürich auf. Hier wurde sie 2006 mit einer materialwissenschaftlichen Schrift promoviert. Im Anschluss blieb sie als Postdoktorandin und Leiterin der Gruppe „Nichtmetallische, anorganische Materialien“ an der ETH Zürich; 2007 wurde sie dort Leitende Wissenschaftlerin. 2011 ging sie als Gastwissenschaftlerin an das National Institute of Material Science der Universität Tsukuba, verließ Japan aber unmittelbar nach und wegen der Nuklearkatastrophe von Fukushima. Ihre Tätigkeit als Gastwissenschaftlerin setzte sie am Massachusetts Institute of Technology (MIT) fort.
2012 kehrte sie an die ETH Zürich zurück und wurde dort Assistenzprofessorin für Elektrochemische Materialien. Im selben Jahr wurde sie Mitglied der Europäischen Akademie der Wissenschaften und Künste. 2017 wechselte sie als Assistenzprofessorin für Materialwissenschaft und Ingenieurwesen an das MIT. Dort wurde sie 2019 außerordentliche Professorin für Elektrotechnik und Computerwissenschaften und gleichzeitig Thomas Lord Associate Professor of Electrochemical Materials. 2021 wurde sie wissenschaftliche Leiterin der TUMint.Energy Research GmbH in Garching und übernahm gleichzeitig einen Lehrstuhl für Festkörperelektrolyte an der TU München. Im selben Jahr wurde sie als Fellow in die Royal Society of Chemistry aufgenommen. Seit 2022 ist sie akademische Direktorin der TUM Venture Labs ChemSPACE und seit 2023 ordentliche Professorin an der TU München.
2024 wurde Rupp zum Mitglied in die Deutsche Akademie der Naturforscher Leopoldina gewählt. Im selben Jahr erhielt sie den Richard M. Fulrath Award der American Ceramic Society. Über ihre wissenschaftliche Tätigkeit hinaus setzt sich Rupp zur Überbrückung der Geschlechterkluft ein und ist Mitbegründerin des LILA-Material Science Mentoring Program an der TU München, mit dessen Hilfe Wissenschaftlerinnen gezielt gefördert werden sollen.
Rupp war im Jahr 2014 verlobt und Mutter einer damals sechsjährigen Tochter.

## Forschung
Rupps Forschungsschwerpunkte liegen im Bereich der Festkörpermaterialien für eine nachhaltige Speicherung und Umwandlung von Energie. Damit soll elektrische Ladung längerfristig akkumuliert werden, um so auf lange Sicht den Übergang von den fossilen Brennstoffen hin zu einer elektrobasierten Industrie zu bewerkstelligen. Ihre Forschung zu Batterien konzentriert sich auf die Entwicklung neuartiger Lithium-Festkörperleiter und kostengünstiger Synthesewege für neue Hybrid- und Festkörperzellen.
Im Fokus von Jennifer Rupps Forschung stehen Festkörperelektrolyte für den Transport von Sauerstoff-Ionen. Dazu bedient sie sich insbesondere Keramik- und Glasmaterialien. Ein weiterer Fokus liegt dabei auf der Verbesserung anorganischen Elektrolyte. Dessen Vorteil der fehlenden Brennbarkeit wird indes durch die begrenzte Ionenleitfähigkeit beeinträchtigt. Zur Verbesserung der Leitfähigkeit erforschen Rupp und ihre Forschungsgruppe den Einsatz von Licht. Es gelang bereits der Nachweis, dass die Belichtung keramischer Materialien für Brennstoffzellen die Ionenbeweglichkeit erheblich erhöhen kann. In Gadolinium-dotiertem Ceroxid, einer Keramik, verbesserte die Belichtung die Leitfähigkeit an den Korngrenzen um das 3,5-fache. Dieser neu entdeckte „opto-ionische Effekt“ biete viele potentielle Anwendungsmöglichkeiten. Beispielsweise könnte er die Leistung dünner Feststoffelektrolyte in zukünftigen Lithium-Ionen-Akkus verbessern und somit höhere Laderaten ermöglichen. Zudem könnte er den Weg für die Entwicklung neuer elektrochemischer Speicher- und Umwandlungstechnologien ebnen, die bei niedrigerer Temperatur und mit hohem Wirkungsgrad arbeiten.
Auch im Bereich der Medizintechnik liegen Anwendungsmöglichkeiten von Rupps Forschung. So forscht sie an der Entwicklung einer Glukose-Brennstoffzelle für medizinische Implantate, die Glukose in Strom umwandelt. Dadurch könnte die im Körper vorhandene Glukose zur Stromversorgung implantierbarer Geräte genutzt werden.

## Publikationen (Auswahl)
- mit Christian Bauer, Simon Burkhardt, Neil P. Dasgupta, Linda Ager-Wick Ellingsen, Linda L. Gaines, Han Hao, Roland Hischier, Liangbing Hu, Yunhui Huang, Jürgen Janek, Chengdu Liang, Hong Li, Ju Li, Yangxing Li, Yi-Chun Lu, Wei Luo, Linda F. Nazar, Elsa A. Olivetti, Jens F. Peters, Marcel Weil, Jay F. Whitacre, Shengming Xu: Charging sustainable batteries. In: Nature Sustainability. Band 5, Nr. 3, März 2022, ISSN 2398-9629, S. 176–178, doi:10.1038/s41893-022-00864-1.
- mit Kun Joong Kim, Moran Balaish, Masaki Wadaguchi, Lingping Kong: Solid-State Li–Metal Batteries: Challenges and Horizons of Oxide and Sulfide Solid Electrolytes and Their Interfaces. In: Advanced Energy Materials. Band 11, Nr. 1, 2021, ISSN 1614-6840, S. 2002689, doi:10.1002/aenm.202002689.
- mit Rafael Schmitt, Andreas Nenning, Olga Kraynis, Roman Korobko, Anatoly I. Frenkel, Igor Lubomirsky, Sossina M. Haile: A review of defect structure and chemistry in ceria and its solid solutions. In: Chemical Society Reviews. Band 49, Nr. 2, 27. Januar 2020, ISSN 1460-4744, S. 554–592, doi:10.1039/C9CS00588A.
- mit Jan van den Broek, Semih Afyon: Interface-Engineered All-Solid-State Li-Ion Batteries Based on Garnet-Type Fast Li+ Conductors. In: Advanced Energy Materials. Band 6, Nr. 19, 2016, ISSN 1614-6840, S. 1600736, doi:10.1002/aenm.201600736.